# Straßenlauf-Länderkampf der Männer 1986 BR Deutschland – Frankreich – Niederlande – Schweiz
| 13. Leichtathletik-Länderkampf mit bundesdeutscher Beteiligung 1986                   | 13. Leichtathletik-Länderkampf mit bundesdeutscher Beteiligung 1986 |
| ------------------------------------------------------------------------------------- | ------------------------------------------------------------------- |
|                                                                                       |                                                                     |
| Straßenlauf-Vergleich der Männer: BR Deutschland – Frankreich – Niederlande – Schweiz |                                                                     |
| Austragungsort                                                                        | Hamburg                                                             |
| Wettbewerbe                                                                           | 1                                                                   |
| Datum                                                                                 | 2. August                                                           |
| 1. FRA 2. FRG 3. NLD 4. SUI außer der Wertung: FRG B                                  | 6:26:31 h 6:26:52 h 6:34:22 h 6:38:51 h 6:36:47 h                   |
| Chronik                                                                               |                                                                     |
| ← ITA-FRG/FRG-HUN (M)                                                                 | FRG-FRA-NLD-SUI Str'lauf (F) →                                      |

Als dreizehnter Vergleich Länderkampfjahres 1986 wurde die traditionelle Begegnung der bundesdeutschen Straßenläufer mit Frankreich, den Niederlanden und der Schweiz ausgetragen. Begonnen hatte diese Vergleichsserie mit den drei Ländern Schweiz, Bundesrepublik Deutschland und Niederlande. 1981 war er erweitert worden durch die Teilnahme von Italien und Österreich. 1982 kam als sechster Teilnehmer noch Frankreich hinzu. 1983 nahm anstelle von Österreich ein Team aus Belgien teil. In diesem Jahr traf die Bundesrepublik Deutschland auf Frankreich, die Niederlande und die Schweiz. Italien war dagegen wie 1985 nicht dabei. Gastgeber am 2. August war Hamburg. In den ersten elf Begegnungen hatten immer die bundesdeutschen Läufer vorne gelegen, doch von 1974 bis 1977 hatte sich vier Mal in Folge das Team aus der Schweiz vor der bundesdeutschen Mannschaft durchgesetzt. 1978 war diese Serie durch den zwölften Sieg des bundesdeutschen Teams gestoppt worden. 1979 hatten die niederländischen Läufer ihren ersten Sieg in diesen Länderkämpfen feiern können. 1980 hatte mit dem insgesamt dreizehnten Erfolg in dieser Serie erneut das bundesdeutsche Team vorn gelegen und in den nächsten vier Jahren hatte sich immer Neuling Italien durchgesetzt. Im Vorjahr gab es ohne die Teilnahme Italiens mit Frankreich einen neuen Sieger. Auch die Frauen führten am selben Tag und selben Ort einen Straßenlauf-Länderkampf durch.

## Modus
Die Streckenlänge des Rennens hatte bisher in der Regel bei dreißig Kilometer gelegen. Diesmal wurde wie 1981, 1984 und 1985 ein Straßenlauf über 25 Kilometer ausgetragen. Jede Nation stellte maximal sechs Läufer, von denen die fünf Besten über die Addition ihrer Zeiten gewertet wurden.

## Legende
Kurze Übersicht zur Bedeutung der Symbolik – so üblicherweise auch in sonstigen Veröffentlichungen verwendet:
| DNF | nicht im Ziel (did not finish) |

## Ergebnis
In der Einzelwertung gab es einen französischen Sieg und auch die beiden nächsten Franzosen waren als Dritter und Vierter ganz vorne platziert. Die drei besten bundesdeutschen Läufer belegten die Ränge zwei, fünf und sieben. In der Gesamtwertung kam es zur selben Reihenfolge wie im Vorjahr. In 6:26:31 h triumphierte erneut das französische Team. Platz zwei belegte die Bundesrepublik Deutschland in 6:26:52 h. In 6:34:22 h kam die Niederlande auf den dritten Platz und die Schweiz wurde in 6:38:51 h Vierter. Außerhalb der Wertung erzielte eine bundesdeutsche B-Mannschaft 6:36:47 h, was hinter den Niederlanden und vor der Schweiz Rang drei bedeutet hätte.
Leider finden sich keine Angaben über die komplette Ergebnisliste. Aufgeführt sind die Läufer auf den Plätzen eins bis acht sowie alle weiteren bundesdeutschen Sportler, wobei nicht kenntlich ist, ob diese Läufer für das bundesdeutsche A- oder B-Team im Rennen waren.

## Legende
Kurze Übersicht zur Bedeutung der Symbolik – so üblicherweise auch in sonstigen Veröffentlichungen verwendet:
| DNF | nicht im Ziel (did not finish) |

## Resultat

### 25-km-Straßenlauf
| Platz | Athlet               | Land | Zeit (h) |
| ----- | -------------------- | ---- | -------- |
| 01    | Jacques Lefrand      | FRA  | 1:15:29  |
| 02    | Ralf Salzmann        | FRG  | 1:16:07  |
| 03    | Jacky Boxberger      | FRA  | 1:16:45  |
| 04    | Alex Gonzales        | FRA  | 1:16:58  |
| 05    | Hans-Jürgen Orthmann | FRG  | 1:17:04  |
| 06    | John Vermeule        | NLD  | 1:17:10  |
| 07    | Reiner Gutschank     | FRG  | 1:17:16  |
| 08    | Kim Reymierse        | NLD  | 1:17:46  |
| 000…  |                      |      |          |
| 10    | Michael Spöttel      | FRG  | 1:17:55  |
| 12    | Eberhard Weyel       | FRG  | 1:18:30  |
| 13    | Alfred Knickenberg   | FRG  | 1:18:34  |
| 15    | Hans Pfisterer       | FRG  | 1:18:34  |
| 16    | Eckhard Faeske       | FRG  | 1:19:12  |
| 20    | Jürgen Mühlberg      | FRG  | 1:19:25  |
| 24    | Jürgen Hüsemann      | FRG  | 1:20:53  |
| 26    | Franz Hornberger     | FRG  | 1:22:13  |
| DNF   | Wolfgang Krüger      | FRG  |          |